# 만수 (후한)

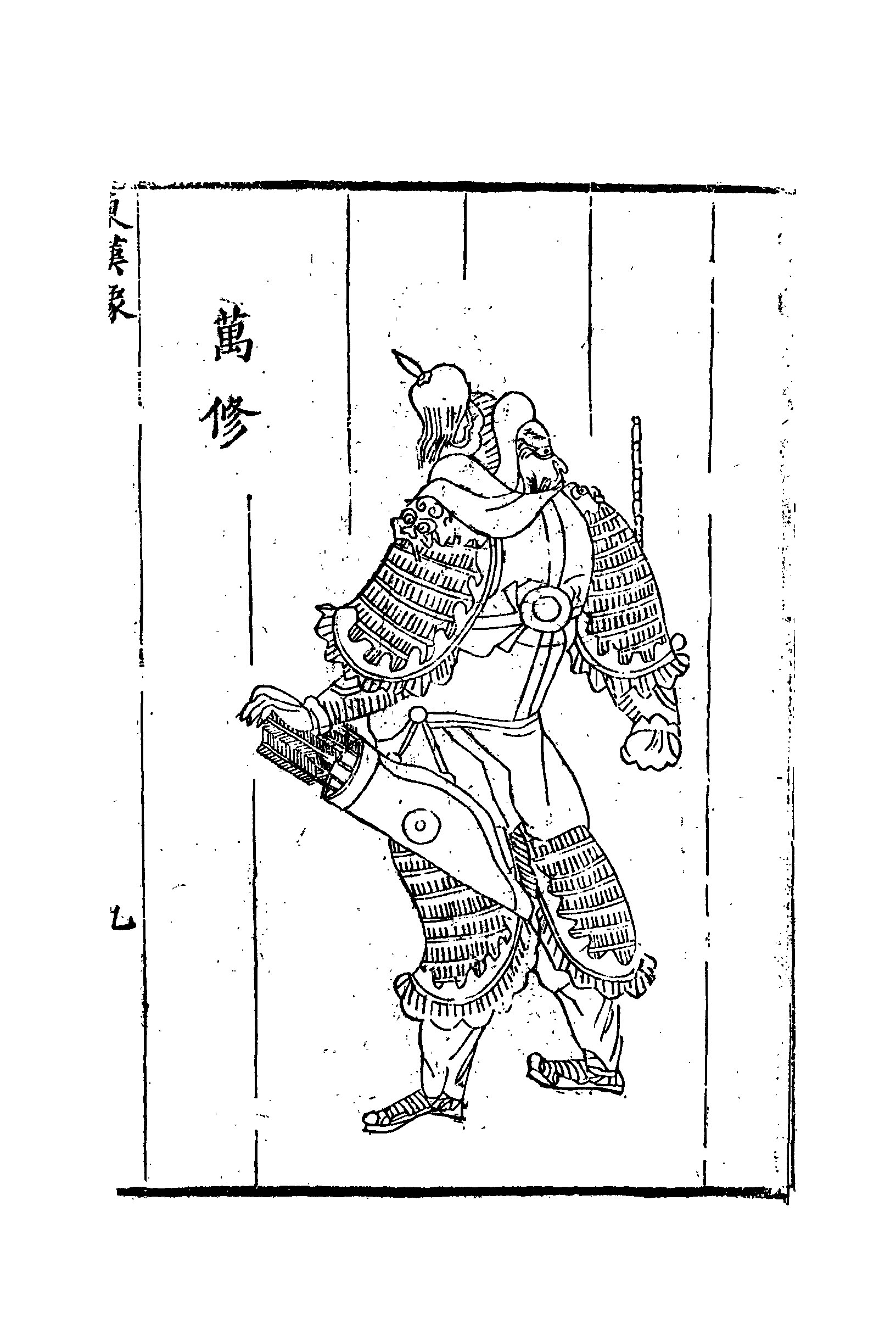
만수

만수(萬脩, ? ~ 26년)는 후한 초기의 군인으로, 자는 군유(君遊)이며 부풍군 무릉현(茂陵縣) 사람이다.

## 생애
경시제 때 신도령(信都令)이었는데, 신도태수 임광·신도도위 이충과 함께 성을 지키고 광무제를 맞이하여 편장군이 되고 조의후(造義侯)에 봉해졌다. 한단을 공략하여 우장군으로 승진하였고, 하북 평정에 종군하였다.
건무 2년(26년), 괴리후(槐里侯)로 이봉되었다. 양화장군(揚化將軍) 견담과 함께 남양을 치던 중 병들어, 진영에서 죽었다. 아들 만보가 작위를 이었다.

## 출전
- 범엽, 《후한서》 권21 임이만비유경열전